# Bois Lie
«Bois Lie» es una canción de la cantante canadiense Avril Lavigne con el músico estadounidense Machine Gun Kelly. Es la segunda pista del séptimo álbum de estudio de Lavigne, Love Sux. La canción fue lanzada como sencillo promocional el 26 de agosto de 2022, junto con un video musical oficial. Tras el lanzamiento de Love Sux, la canción alcanzó el puesto 85 en Canadian Hot 100.

## Antecedentes
Avril Lavigne anunció su séptimo álbum de estudio Love Sux el 13 de enero de 2022 con «Bois Lie» confirmado como la segunda pista.

## Recepción
En Gigwise se le llamó un tema pegajosa, en Kerrang! excelente, musicOMH dijo que la voz de Machine Gun era atractiva. Wall of Sound la llamó una canción pop punk súper contagiosa y de primer nivel. Por el contrario, AllMusic sintió que la canción fracasó y que la colaboración con Kelly era innecesaria. The Line of Best Fit sintió que la canción sería menos desagradable, si no fuera por la colaboración con Kelly.

## Vídeo musical
El video musical oficial fue dirigido por Nathan James. Consiste en imágenes en vivo de Avril Lavigne y Machine Gun Kelly interpretando la canción en vivo en el Mainstream Sellout Tour de este último, combinado con escenas de backstage y estudio. Se estrenó el 26 de agosto de 2022.

## Lista de ediciones
| Descarga digital |                                             |          |  |
| N.º              | Título                                      | Duración |  |
| 1.               | «Bois Lie» (acústica con Machine Gun Kelly) | 2:50     |  |

| Streaming |                                                 |          |  |
| N.º       | Título                                          | Duración |  |
| 1.        | «Bois Lie» ((acústica; con Machine Gun Kelly –) | 2:50     |  |
| 2.        | «Bois Lie» (con Machine Gun Kelly)              | 2:43     |  |

## Posicionamiento en listas
| Listas (2021)                                 | Mejor posición |
| --------------------------------------------- | -------------- |
| Canadá (Canadian Hot 100)                     | 85             |
| Estados Unidos (Hot Rock & Alternative Songs) | 22             |
| Nueva Zelanda Hot Singles (RMNZ)              | 15             |